# 유정현 (목사)
유정현(1983년 3월 15일 ~ )은 대한민국의 목사이다. 오산시 오산교회의 부목사로 재직중이다.

## 학력
- 장로회신학대학교 교육대학원 기독교 교육학과 졸업
- 대전신학대학교 졸업

## 경력
- 오산교회 부목사
- 대전영락교회 전도사, 부목사
- 청북교회 전도사
- 안양평강교회 전도사

## 가족 관계
- 배우자 : 서선미

- 아들 : 유하준, 유하랑

- 남동생 : 유무현